# Drawno
Drawno (germană Neuwedell; cașubiană Nowi Wedel) este un oraș în Polonia.